# Godfrey Kneller
Godfrey Kneller, 1.º Baronete (Lubeque, 8 de agosto de 1646 – Londres, 19 de outubro de 1723), nascido como Gottfried Kniller, foi um artista germânico.  Foi o pintor da corte britânica do reinado de Carlos II até Jorge I, sendo considerado o principal pintor pictórico da Inglaterra entre o final do século XVII e início do século XVIII.
Seus principais trabalhos incluem The Chinese Convert, uma série de quatro retratos de Isaac Newton, o retrato do filósofo John Locke, uma série de dez monarcas europeus como Luís XIV de França e as pinturas das dez "belezas" da corte de Guilherme III, da Inglaterra.

## Ver Também
- Pintura no Reino Unido
- História da pintura